# Stolnica sv. Julijana iz Le Mansa, Le Mans
Stolnica sv. Juliena (Cathédrale St-Julien du Mans) je katoliška stolnica, ki se nahaja v Le Mansu v Franciji. Posvečena je sv. Julienu iz Le Mansa, prvemu škofu mesta, ki je uvedel krščanstvo v okolici v začetku 4. stoletja. Njena gradnja je potekala od 6. do 14. stoletja in vsebuje veliko elementov francoske gotike.
Stolnica, ki združuje romansko ladjo in visoki gotski kor, je znana po svoji bogati zbirki vitrajev in spektakularnih razcepljenih plavajočih opornikih na vzhodnem koncu.

## Prvotna zgradba
Nič ni znanega o obliki prvotne cerkve, ki jo je ustanovil Sv. Julien, ki je bila posvečena (kot pri mnogih zgodnjih stolnicah) tudi Mariji in sv. Petru. Čeprav ni arheoloških dokazov za zgradbo pred letom 1080, je zgodovina škofije in stolnice obširna in podrobna v Actus pontificum Cenomannis in urbe degentium iz 9. stoletja.  V skladu s to kroniko je v prvi polovici 9. stoletja glavna obnova prvotne stolnice potekala pod škofom Aldricom.
Ta nova stavba, ki je bila namenjen kot hiša relikvije sv. Juliena, je imela velik kor (posvečen leta 834), z apsido in ambulatorijem s petimi oltarji - morda eden izmed najzgodnejših primerov oblikovanja takega tipa apside, ki je pozneje postal standard za velike cerkve po vsej severni Evropi. Druga preoblikovanja so bila izvedena v celotni drugi polovici 11. stoletja (začela so se pod škofom Vulgrinom okoli 1060, dopolnjena pod škofom Hildevert in posvečena leta 1120).

## Arhitektura današnje stolnice
Stolnica zavzema severovzhodni vogal starega mesta (znan kot Vieux Mans ali Cité Plantagenet), na območju, na vrhu rahlega grebena s tlakovanimi ulicami in predalčnimi lesenimi hišami.

### Ladja
Sedanja ladja (1135-1158) je tipična oblika romanske bazilike, z okroglimi, obokani arkadami in stranskima ladjama, večja in višja glavna ladja ima svetlobno nadstropje. Po požaru leta 1134, je obsežen program obnove začel škof Guillaume de Passavant (1142-1186). Nov objekt je delno financiral kralj Henrik II. Angleški, čigar oče, Geoffroy Anjou, je bil tu pokopan leta 1151. Medtem ko je prejšnja stavba imela leseno streho, ima nova ladja škofa Guillauma, ki je v veliki meri ohranjena so danes, kamnite oboke. Zato je bila potrebna precejšnja ojačitev starih zidov in dodajanje opornih lokov vzdolž boka ladje.
Kapiteli stebrov v ladji so bogato izrezljani, nekateri s klasičnimi akantovimi listi, drugi z bolj naturalistično vegetacijo in vrsto živali ter človeškimi figurami. Okoli sten je bogato plastično okrasje s paleto naturalističnih ali grotesknih (in včasih humornih) figur.

### Kor
Leta 1217 je stolni kapitelj pridobil dovoljenje za rušenje dela galsko-rimskega obzidja iz 4. stoletja, ki je onemogočalo širitev na vzhod (morebitne spremembe obzidja v srednjeveški Franciji je zahtevalo dovoljenje kralja). Delo na zelo razširjenem vzhodnem koncu se je začela takoj in novi kor je posvetil škof Geoffroy de Loudon 24. aprila 1254. V prerezu nov kor tesno sledi primeru stolnic v Bourgesu ali Coutancesu, ki imata dve stranski ladji (dvojni ambulatorij), v več nivojih, na obeh straneh osrednje ladje.  Arhitekt je kombiniral načrt iz Bourgesa s številnimi podrobnostmi izposojenimi iz stolnice v Chartresu, predvsem podolgovate kapelice, ki izhajajo iz apside in potrebne zunanje  oporne loke kot dekorativni elementi, kot tudi strukturne podpore.  Klesanje v kamen je na splošno zelo kakovostno in je zelo dekorativno, predvsem v naturalistično listje na notranjih arkadah.
Vidni na vzhodu, so oporni loki na zunanji strani kora nenavadno gosto postavljeni, zaradi svoje edinstvene zasnove cepitve. Vsak od poševnih lokov se razcepi na dva dela, ki predstavljajo "Y'-obliko v pogledu iz ptičje perspektive, z vsakim krakom na ločenem pokončnem oporniku. Čeprav ta oblika ni bila uporabljena nikjer drugje, gre za neznačilno ljubek in nežen občutek na vzhodnem koncu stavbe, še posebej, če ga gledamo od vznožja hriba (na Place des Hugenots).

### Transepta
Po dokončanju kora, je bila naslednja prioriteta rekonstrukcija transeptov, da bi povezali nove gotske elemente z romansko ladjo. To delo je bilo zamudno zaradi pomanjkanja sredstev. Južni transept, ki ga je zasnoval Jean le Maczon, se je začel graditi v 1380-tih in zaključil leta 1392 s pomočjo sredstev, ki jih je podaril kralj Karel VI. (ki so ga skrbele norme stolnice v Le Mansu v enem od svojih napadov norosti). Delo na severnem transeptu se je začelo leta 1403, vendar je bilo prekinjeno zaradi stoletne vojne in ni bilo končano do 1430-tih. Leta 1500 so načrte za povišanje transeptov opustili zaradi stroškov. 

### Vitraji
Ladja v Le Mansu ohranja približno 20 vitrajev iz časov škofa Guillaume sredi 12. stoletja, čeprav so bili vsi razen enega preseljeni iz prvotne lokacije. Vsi so bili zelo obširno obnovljeni v 19. stoletju.  Veliko zahodno okno, ki prikazuje prizore iz življenja sv Juliena iz Le Mansa, datira iz okoli 1155. Okno Vnebohod proti zahodnem delu južne ladje, datira v 1120 in velja za enega najstarejših ohranjenih vitrajev v Franciji. 
Znana upodobitev Jezusa z ženskimi značilnostmi je mogoče najti med obarvanimi steklenimi mozaiki.
Za razliko od prejšnjih romanskih oken, je zasteklitev iz 13. stoletja, v zgornjih delih kora v veliki meri nedotaknjena. Predstavljajo raznoliko paleto prizorov iz Stare in Nove zaveze, življenje svetnikov in raznih čudežev Device Marije. Za ta okna je značilno pomanjkanje usklajenega programa (ni očiten vzorec v distribuciji predmetov in nekaj epizod, kot je zgodba o Teofilu ali "čudež judovskega dečka iz Bourgesa", ki se ponavljajo v različnih oknih) in različni umetniški slogi.  Okna v kapelah so slabše ohranjena in večino panelov so sestavili iz konteksta v aksialni kapeli. 

### Portali
Odpiranje v južno ladjo predstavlja zgodnji gotski portal (okoli 1150), pokrit z znatno verando, ki naj bi zagotovila zatočišče ob slovesnostih in procesijah pri vstopu ali izstopu iz stolnice. Slogovno in v celotni zasnovi je ta portal tesno povezan s portalom Royale v stolnici v Chartresu in zahodni fasadi opatijske cerkve St. Denis, s katero je v grobem sodobnik. Timpanon predstavlja Majestas Domini (Kristusa v mandorli obkrožen s štirimi simboli evangelistov), in dvanajst evangelistov na prekladi. V podboju vrat sta sv. Peter in Pavel, ki ju obdaja osem starozaveznih figur na podboju stebra, vklesanih v zgodnjem gotskem slogu (podobno kot Laon, Chartres (zahodna fasada) in v južni portal v Bourgesu). V arhivoltu so vklesani prizori iz Kristusovega življenja, od katerih so nekateri stisnjeni precej nerodno v obok, kar kaže, da so morda bili prvotno namenjeni za drugačna vrata ali pa, da je bila zasnova v času gradnje spremenjena. 
Na desnem kotu zahodne fasade je 4,5m visok prazgodovinski menhir, lokalno znan kot Pierre St Julien (Kamen St Julien). Naravno razpadanje peščenjaka je dalo površini menhirja nenavaden videz podoben izrezljani draperiji. Kamen je bil tu nameščen leta 1778, po dolmenu katerega del se je porušil

## Grobnica
- Geoffrey Plantagenet, grof Anžujski